# زبان کچی
زبان کچی (به گجراتی: કચ્છી، سندی:کڇی، هندی: कच्छी، اردو:کچهی) گویشی از زبان سندی است که در منطقهٔ کچ ایالت گجرات هند و نیز استان سند پاکستان گویشورانی دارد.
از گویشوران سرشناس این زبان می‌توان آقاخان و فهمیده میرزا را نام‌برد.